# سیارک ۲۲۵۷۹
سیارک ۲۲۵۷۹ (به انگلیسی: 22579 Marcyeager، نامگذاری:1998HO62) بیست و دو هزار و پانصد و هفتاد و نهمین سیارک کشف شده‌است که در ۲۱ آوریل ۱۹۹۸ کشف شد.
قدر مطلق سیارک برابر ۱۳.۵ است.